# 近江短期大学
近江短期大学（おうみたんきだいがく）は、滋賀県彦根市金亀町22に本部を置いていた日本の私立大学である。1953年に設置され、1956年に廃止された。

## 概要

### 大学全体
- 滋賀県彦根市に所在した日本の私立短期大学で、設置主体は学校法人近江育英会。
- 1953年に2つの学科と別科1科体制で開学。しかし、開学からわずか3年後の1956年3月31日をもって正式に廃止となる[注釈 2]。

### 教育および研究
- 近江短期大学には繊維工業と商学に関する専門教育に力をいれていた様子がうかがえる。

### 学風および特色
- 近江短期大学は、当時近江絹糸株式会社により創設されたことからその企業で働く人材を育成することをねらいに設置されたものとみられる[注 1]。

## 沿革
- 1938年
  - 3月 彦根市西馬場町（元近江絹糸彦根工場敷地内）に近江実修工業学校が創立される[8]。
- 1941年
  - 彦根市長曽根町に近江高等女学校創立
- 1942年
  - 彦根城内に近江実修工業学校移転
- 1948年
  - 学制改革により近江実修工業学校および近江高等女学校を併合し、近江高等学校（定時制）を創立。
- 1953年
  - 3月31日 左記を以て文部省[注 2]より短期大学の設置が認可される[9]。
  - 4月1日 近江短期大学が以下の学科体制にて開学[10]。
    - 繊維工業科 入学定員40名
    - 商科 入学定員40名

  - 5月1日 学生数[11]/定員
    - 商科 34[注釈 3]/40
    - 繊維工業科 22[注釈 3]/40
- 1954年
  - 3月20日 別科の設置が認められ、以下の課程を置く[12]。
    - 繊維工業専修 入学定員40名

  - 5月1日 学生数[13]/定員
    - 商科 37[注釈 3]/80
    - 繊維工業科 34[注釈 3]/80
- 1956年
  - 3月31日 左記をもって正式に廃止となる[注釈 2]。

## 基礎データ

### 所在地
- 滋賀県彦根市金亀町22[注釈 1]

## 教育および研究

### 組織

#### 学科
- 繊維工業科 入学定員40名[注釈 4]
- 商科 入学定員40名[注釈 4]

#### 専攻科
- なし

#### 別科
- 繊維工業専修 入学定員40名[15]。

## 対外関係

### 系列校
- 近江高等学校